# Schriftschneider

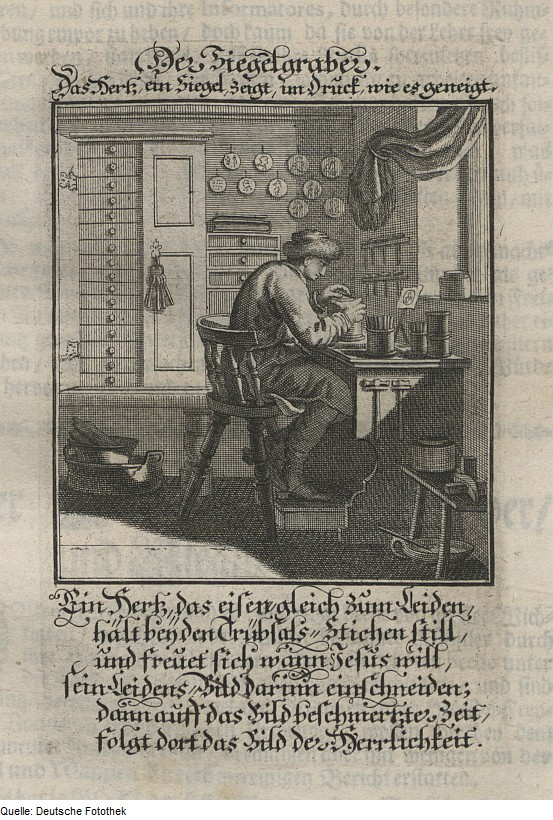
Stempelschneider (Der Siegelgraber)

Der Schriftschneider (auch Stempelschneider) ist ein alter, heute praktisch verschwundener Handwerksberuf, dessen Tätigkeit in der Erstellung von Metallvorlagen für die im Buchdruck benötigten Bleilettern bestand und der des Graveurs ähnelte. Die Schriftschneider schnitten nach eigenen oder fremden Entwürfen Stahlstempel (die Patrizen), welche der Schriftgießer erhielt, um damit die Matrizen für die Letternherstellung zu fertigen.
Insbesondere Frankfurt am Main und Nürnberg versorgten die deutschen Buchdrucker im 16. Jh. mit Matrizen. In Frankreich waren Claude Garamond (um 1500–1561) und die Familie Didot berühmt während in England William Caslon (1692–1766), von dem vor allem seine prachtvolle Antiqua Beliebtheit erlangte, und John Baskerville (1706–1775) am Werk waren.
Der Begriff findet sich heute noch im Wort Schriftschnitt als Bezeichnung für Unterarten einer Schriftfamilie, z. B. kursiver Schnitt, fetter Schnitt usw. Zur Verbesserung der Lesbarkeit wurden Schriftschnitte in verschiedenen Größen mit unterschiedlichen Proportionen gefertigt und jeder Druckstabe so auf den Schriftkegel gesetzt, dass sich ein gleichmäßiges Schriftbild ergab, wobei auch Unterschneidungen zahlreicher Buchstabenpaare (z. B. V-A, P-e, f-o) berücksichtigt wurden. Die Dickte und der Stand auf dem Schriftkegel waren daher für jedes Zeichen eines Schriftschnitts individuell.